# Ilhas Cayman nos Jogos Olímpicos de Verão de 1984
As Ilhas Cayman competiram nos Jogos Olímpicos de Verão de 1984 em Los Angeles, Estados Unidos. O país retornou às Olimpíadas após participar do boicote aos Jogos Olímpicos de Verão de 1980.

## Resultados por Evento

### Ciclismo
Estrada Individual masculino
- David Dibben — não terminou (→ sem classificação)
- Alfred Ebanks — não terminou (→ sem classificação)
- Craig Merren — não terminou (→ sem classificação) Mas ele correu 6 voltas das 119 milhas da corrida de estrada em sua primeira competição internacional
- Aldyn Wint — não terminou (→ sem classificação)

Estrada Individual feminino
- Merilyn Phillips — não terminou (→ sem classificação) Merilyn é a irmã de Craig Merren. Ela é a primeira mulher ciclista e atleta olímpica das Ilhas Cayman.